# Болд-Нолл
Болд-Нолл (англ. Bald Knoll) — гора вулканического происхождения в штате Юта на юго-западе США. Высота шлакового конуса составляет 8 метров. Материал изверженного материала — андезиты. Извержения происходили в современный период, но официально зафиксированных данных об активности вулкана не имеется.